# Agathia australis
Agathia australis är en fjärilsart som beskrevs av Louis Beethoven Prout 1916. Agathia australis ingår i släktet Agathia och familjen mätare. Inga underarter finns listade i Catalogue of Life.